# Ten New Messages
Albums de The Rakes
Capture/Release Klang
Ten New Messages est le deuxième album du groupe anglais The Rakes, sorti en 2007 dans les pays anglophones.

## Titres
1. The World Was A Mess But His Hair Was Perfect
2. Little Superstitions
3. We Danced Together
4. Trouble
5. Suspicious Eyes
6. On A Mission
7. Down With Moonlight
8. When Tom Cruise Cries
9. Time To Stop Talking
10. Leave The City And Come Home